# جان فروستييه
جان فروستييه اسمه الحقيقي جان بيير تورلاي ولد في 3 أكتوبر 1914 ب ليبورن، (جيروند )، وتوفى في 5 يونيو 1983 بباريس. وهو كاتب وناقد أدبي فرنسي. حصل على جائزة رينودو الأدبية عام 1970.